# T.Kallupatti
T.Kallupatti là một thị xã panchayat của quận Madurai thuộc bang Tamil Nadu, Ấn Độ.

## Nhân khẩu
Theo điều tra dân số năm 2001 của Ấn Độ, T.Kallupatti có dân số 9439 người. Phái nam chiếm 51% tổng số dân và phái nữ chiếm 49%. T.Kallupatti có tỷ lệ 70% biết đọc biết viết, cao hơn tỷ lệ trung bình toàn quốc là 59,5%: tỷ lệ cho phái nam là 75%, và tỷ lệ cho phái nữ là 64%. Tại T.Kallupatti, 11% dân số nhỏ hơn 6 tuổi.